# Bettstein (Tegernseer Berge)
Der Bettstein ist ein 1272 m ü. NHN hoher Gratausläufer in den Tegernseer Bergen. Der Berg liegt in der Gemarkung von Kreuth.
Der Hirschberg sendet einen u-förmigen Grat nach Nordosten, dessen nördliches Ende der Bettstein bildet, welcher sich selbst recht steil über dem Söllbachtal erhebt.
Auf der gegenüberliegenden Tal befindet sich das ostseitige Kar des Ochsenkamp. Der Grat lässt sich nur weglos erreichen.